# Vor Blondinen wird gewarnt
Vor Blondinen wird gewarnt ist eine US-amerikanische Filmkomödie des Regisseurs Frank Capra aus dem Jahr 1931, die zu den Pre-Code-Filmen Hollywoods gehört und damit noch nicht der US-Zensur des Hays Code unterworfen war.

## Handlung
Michael Schuyler soll von einer Tänzerin erpresst worden sein, die belastende Briefe über ihre Affäre mit ihm in der Hand habe. Die Presse fällt über Michael, der aus gutem Hause stammt, her. Michael kann Binji Baker von der Tribune mit Geld zum Schweigen bringen, Stew Smith ist jedoch unbestechlich.
Smith bekommt nun Ärger mit der Familie des jungen Mannes. Zu allem Unglück hat er sich auch noch in Michaels Schwester Anne verliebt. Seine Kollegin Gallagher räumt ihm keine Chancen ein. Und doch sind Anne und der ungehobelte Smith schon nach kurzer Zeit verheiratet. Smith zieht auch bald in das herrschaftliche Haus der Schuylers ein, wobei seine Frau versucht, aus ihm einen vollendeten Gentleman zu machen. Smith genießt zuerst das schöne Leben. Doch kann er sich mit seinen zynischen Kommentaren, mit der er die feine Gesellschaft immer wieder vor den Kopf stößt, nicht zurückhalten. Smith wird von Gallagher getröstet, erkennt, dass sie die Richtige für ihn ist, und ist bereit, in die Scheidung von Anne einzuwilligen.

## Hintergrund
Die Ausstattung des Films lag in den Händen von Stephen Goosson. Vier Tage nach der Uraufführung des Films in den USA verstarb Hauptdarsteller Robert Williams am 3. November 1931 an einem Blinddarmdurchbruch. Die Deutschlandpremiere des Films fand am 3. August 1979 im Fernsehen statt.

## Kritiken
Der film-dienst bezeichnete Vor Blondinen wird gewarnt als eine „[e]infallsreich inszenierte Screwball-Komödie“ und „[h]eiter-hintergründige Unterhaltung in typischer Frank-Capra-Manier“. So halte der Film „anti-autoritär und sophisticated, aber auch anti-intellektuell bis patriotisch […] die Fahne des Individuums gegen eine ihm feindlich gesinnte Umwelt hoch“. Cinema nannte den Film eine „[s]pritzige Komödie mit Jean Harlow“, der „‚Urmutter‘ aller gebleichten Blondinen“.

## Synchronisation
Die deutsche Synchronfassung entstand 1979 für das Fernsehen.
| Rolle          | Darsteller          | Synchronsprecher |
| -------------- | ------------------- | ---------------- |
| Stew Smith     | Robert Williams     | Manfred Schott   |
| Anne Schuyler  | Jean Harlow         | Andrea L’Arronge |
| Gallagher      | Loretta Young       | Viktoria Brams   |
| Dexter Grayson | Reginald Owen       | Klaus Höhne      |
| Conroy         | Edmund Breese       | Günther Sauer    |
| Binji Baker    | Walter Catlett      | Horst Sachtleben |
| Dawson         | Claud Allister      | Hannes Gromball  |
| Mrs. Schuyler  | Louise Closser Hale | Alice Franz      |